# Albert Hacke

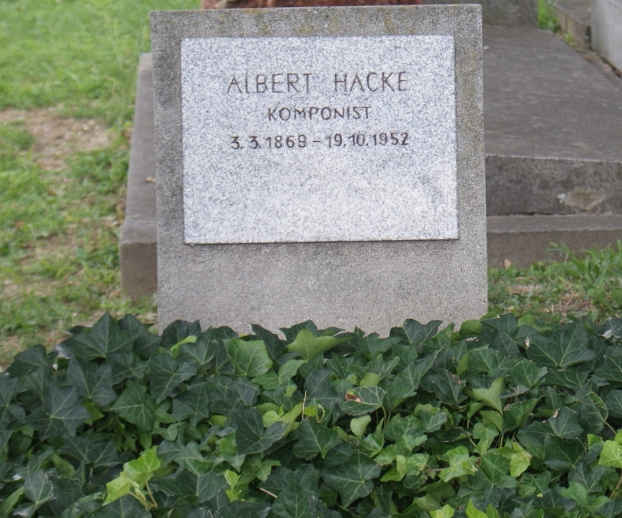
Grabstätte von Albert Hacke

Albert Hacke (geboren als Albert Freiherr von Hacke; * 3. März 1869 in Prag; † 19. Oktober 1952 in Wien) war ein Musikschriftsteller, Redakteur, Dichter und Komponist.
Er schrieb Tanzmusik, Märsche und komponierte Wienerlieder mit lokalpatriotischem Einschlag.
Seine Grabstätte befindet sich in einem ehrenhalber gewidmeten Grab (Gr. 30D, R. 11, Nr. 14) auf dem Wiener Zentralfriedhof.